# Lacerta brandtii
Lacerta brandtii är en ödleart som beskrevs av De Filippi 1863. Lacerta brandtii ingår i släktet Lacerta och familjen lacertider.
Enligt The Reptile Database ingår arten i släktet Iranolacerta.
Ödlan förekommer i Azerbajdzjan och Iran. Honor lägger ägg. Arten lever i bergstrakter mellan 500 och 2600 meter över havet. Den hittas i klippiga regioner med gräs och buskar.
Det är inget känt om populationens storlek och möjliga hot. IUCN listar arten med kunskapsbrist (DD).

## Underarter
Arten delas in i följande underarter:
- L. b. brandtii
- L. b. esfahanica